# Agnieszka Kita
Agnieszka Magdalena Kita – polska inżynier, dr hab. nauk rolniczych, profesor Katedry Technologii Rolnej i Przechowalnictwa Wydziału Biotechnologii i Nauk o Żywności Uniwersytetu Przyrodniczego we Wrocławiu.

## Życiorys
30 czerwca 1999 obroniła pracę doktorską Wpływ składu chemicznego ziemniaka i rodzaju przypraw na konsystencję czipsów, 24 października 2006 habilitowała się na podstawie pracy zatytułowanej Wpływ wybranych parametrów technologicznych na jakość smażonych produktów przekąskowych. 2 kwietnia 2014 nadano jej tytuł profesora w zakresie nauk rolniczych. Objęła funkcję profesora nadzwyczajnego w Katedrze Technologii Rolnej i Przechowalnictwa  na Wydziale Nauk o Żywności Uniwersytetu Przyrodniczego we Wrocławiu.
Piastuje stanowisko profesora w Katedrze Technologii Rolnej i Przechowalnictwa na Wydziale Biotechnologii i Nauk o Żywności Uniwersytetu Przyrodniczego we Wrocławiu, członka prezydium Komitetu Nauk o Żywności i Żywieniu na II Wydziale Nauk Biologicznych i Rolniczych Polskiej Akademii Nauk, prezesa Polskiego Towarzystwa Technologów Żywności i członka Zespołu IV Nauk Rolniczych Rady Doskonałości Naukowej.
Była prodziekanem na Wydziale Biotechnologii i Nauk o Żywności Uniwersytetu Przyrodniczego we Wrocławiu i wiceprezesem Polskiego Towarzystwa Technologów Żywności.